# Ribeira Brava
Ribeira Brava este o arie protejată (sit de importanță comunitară — SCI) din Portugalia întinsă pe o suprafață de 230,07 ha, integral pe uscat.

## Localizare
Centrul sitului Ribeira Brava este situat la coordonatele 32°41′19″N 17°02′45″W / 32.6885°N 17.0457°V.

## Înființare
Situl Ribeira Brava a fost declarat sit de importanță comunitară în decembrie 2015 pentru a proteja 9 specii de plante și 15 specii de animale.

## Biodiversitate
Situată în ecoregiunea , aria protejată conține 4 habitate naturale: Faleze cu floră endemică de pe coastele macaroneziene, Tufărișuri termo-mediteraneene și de pre-deșert, Păduri de Olea și Ceratonia, Păduri macaroneziene de dafin (Laurus, Ocotea).
La baza desemnării sitului se află mai multe specii protejate:
- plante (9): Chamaemeles coriacea, Convolvulus massonii, Jasminum azoricum, Marcetella maderensis, Maytenus umbellata, Musschia aurea, Phagnalon saxatile, scilla madeirensis (Scilla maderensis), Teucrium betonicum
- păsări (15): Calonectris diomedea, sticlete (Carduelis carduelis), porumbel (Columba livia), Columba trocaz, măcăleandru (Erithacus rubecula), vânturel roșu (Falco tinnunculus), cinteză (Fringilla coelebs), codobatură de munte (Motacilla cinerea), Puffinus assimilis baroli, Puffinus puffinus, Regulus madeirensis, Serinus canaria, silvie cu cap negru (Sylvia atricapilla), Sylvia conspicillata, mierlă (Turdus merula)

Pe lângă speciile protejate, pe teritoriul sitului au mai fost identificate 27 de specii de plante, 6 specii de păsări, 1 specie de mamifere, 13 specii de nevertebrate, 1 specie de reptile.